# Mount Pew
Mount Pew ist ein 2950 m hoher Berg im ostantarktischen Viktorialand. In den Admiralitätsbergen überragt er den zentralen Teil eines Gebirgskamms zwischen dem Kelly- und dem Towles-Gletscher.
Der United States Geological Survey kartierte ihn anhand eigener Vermessungen und Luftaufnahmen der United States Navy aus den Jahren von 1960 bis 1964. Das Advisory Committee on Antarctic Names benannte ihn 1970 nach dem Geophysiker James A. Pew, der von 1966 bis 1967 auf der McMurdo-Station tätig war.